# دنیل یانیز
دنیل یانیز (انگلیسی: Daniel Yáñez؛ زادهٔ ۲۸ مارس ۲۰۰۷) بازیکن فوتبال اهل اسپانیا است که در حال حاضر برای باشگاه فوتبال رئال مادرید کاستیا در پست هافبک بازی می‌کند. 
وی همچنین در تیم‌های ملی فوتبال زیر ۱۵ سال اسپانیا، زیر ۱۶ سال اسپانیا، زیر ۱۷ سال اسپانیا، و زیر ۱۸ سال اسپانیا بازی کرده است.